# United Nations Observer Mission in Georgia
Die United Nations Observer Mission in Georgia, deutsch Beobachtermission der Vereinten Nationen in Georgien (UNOMIG), eine UN-Beobachtermission, wurde am 24. August 1993 beschlossen, um die Durchsetzung des Waffenstillstandsabkommens vom 14. Mai 1994 zwischen Georgien und der abchasischen Regierung zu kontrollieren sowie die in Abchasien tätigen GUS-Friedenstruppen zu beobachten. Ihr Sitz war Tiflis und Sochumi.

## Zusammensetzung und Aufgaben
Die Mission war unmittelbar dem Generalsekretär der Vereinten Nationen unterstellt und wurde seit 2008 von seinem Sonderbeauftragten, dem Belgier Johan Verbeke geleitet, der die französischen Diplomaten Jean Arnault ablöste. Die UNOMIG bestand aus 146 Uniformierten, davon 134 Militärbeobachtern und 12 Polizisten (Stand: Februar 2009) . Sie werden von 100 internationalen, 182 lokalen Zivilbeamten und einem UN-Volunteer unterstützt.
Insgesamt 26 Länder stellten die Truppen, wobei Deutschland mit 12 Einheiten an der Spitze lag, gefolgt von Pakistan (12) sowie Jordanien, Südkorea und der Schweiz mit jeweils 8 Einheiten (Stand: Februar 2009). Die militärische Leitung hatte seit 2008 der Generalmajor Amwar Hussain (Bangladesch) inne.
Verletzungen des Waffenstillstands sollten auf Wunsch der beteiligten Parteien untersucht und nach Möglichkeit gelöst werden. Durch tägliche Patrouillen in gepanzerten Fahrzeugen wurden verschiedene entmilitarisierte Sicherheitszonen beobachtet. Dazu gehörten die an der Waffenstillstandslinie, dem Fluss Egry / Enguri, gelegenen Regionen Gali und Zugdidi sowie die Kodori-Schlucht im Großen Kaukasus.

## Rechtliche Grundlagen

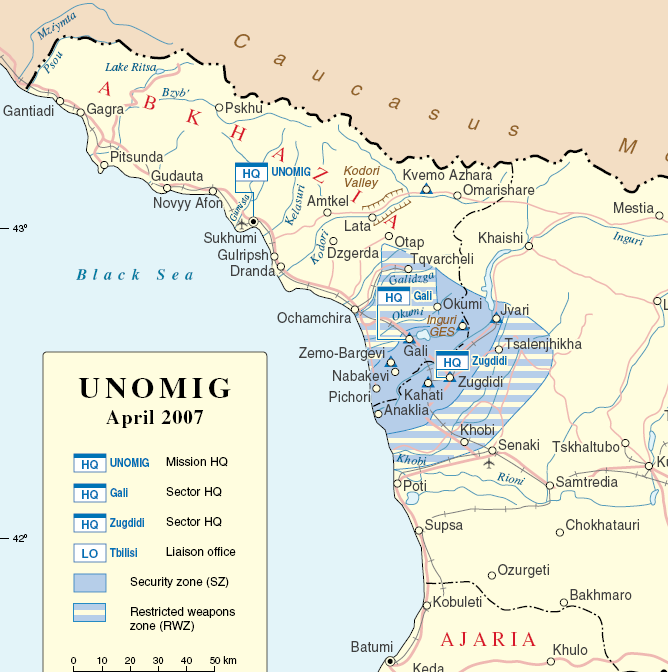
Einsatzgebiet von UNOMIG

Ursprüngliche rechtliche Grundlage der Arbeit war die Resolution des UN-Sicherheitsrats 858 vom 24. August 1993, die das Mandat der Beobachtermission auf zunächst sechs Monate festlegte. Die aus 88 Militärbeobachtern bestehende UNOMIG sollte demnach die Einhaltung des am 27. Juli 1993 geschlossenen Waffenstillstands überwachen und sowohl eventuelle Verstöße untersuchen als auch versuchen, in solchen Fällen zwischen den Parteien zu schlichten. Bereits einige Wochen später, am 4. November 1993, sah sich der Sicherheitsrat aufgrund der Missachtung des Waffenstillstands durch abchasische Kräfte und der darauf folgenden Zuspitzung des Konflikts gezwungen, mit der Resolution 881 die Stärke der Mission radikal auf unter 10 zu kürzen und ihre Suspendierung nach dem 31. Januar 1994 in Aussicht zu stellen, falls der Friedensprozess nicht deutliche Fortschritte macht. Die folgende Resolution S/RES/892 vom 22. Dezember hatte eine erneute Erhöhung der Truppenanzahl auf 50 bewilligt, das Mandat wurde am 31. Januar mit der Resolution 896 vorläufig bis 7. März 2004 und danach immer wieder verlängert. Am 21. Juli 1994 schließlich wurde die Mission mit der Resolution 937 mit der Überwachung des inzwischen erneut geschlossenen Waffenstillstands vom 14. Mai 1994 beauftragt und auf 136 Uniformierte aufgestockt.
Seit 1994 galt die UN-Resolution 937. Dabei ging die UNO davon aus, dass Abchasien völkerrechtlich ein Teil Georgiens sei. Durch ihre Präsenz sollte UNOMIG daher zu einer „sicheren und geordneten Rückkehr“ der in den 1990er Jahren vertriebenen Georgier nach Abchasien beitragen. Am 30. Juli 2003 wurde UNOMIG auf Beschluss des UN-Sicherheitsrats eine 13-köpfige Polizeieinheit zugeordnet, die eine Rückkehr der Vertriebenen ermöglichen sollte.
Der Sechs-Punkte-Plan zur Beilegung des Kaukasus-Konflikts 2008 sah vor, das Mandat der UNOMIG im vollen Umfang fortzusetzen. Der UN-Sicherheitsrat verlängerte Anfang Oktober 2008 das Mandat der Beobachtermission bis zum 15. Februar 2009 und letztmals am 13. Februar 2009 bis zum 15. Juni 2009. Am 15. Juni 2009 legte Russland ein Veto gegen die Verlängerung ein. Damit endete UNOMIG. Die bisherigen Beobachter blieben noch zur Abwicklung im Land. Das letzte Personal und Material der UNOMIG-Mission wird bis zum 31. Oktober 2009 durch die Vereinten Nationen aus Georgien abgezogen.
Das Flüchtlingswerk der Vereinten Nationen (UNHCR) sowie ein sechsköpfiges Team der UN unter Führung des bisherigen Leiters von UNOMIG nimmt die Interessen der Völkergemeinschaft in Georgien weiterhin wahr. Darüber hinaus befindet sich in Georgien die Beobachtermission der EU (EUMM) mit bis zu 200 Personen im Einsatz. Ihr gehören ausschließlich Zivilpersonen an.

## Menschenrechte
Zu UNOMIG gehörte ein Büro zum Schutz und zur Förderung der Menschenrechte in Abchasien, Georgien (HROAG) mit Sitz in Tiflis. Es wurde am 10. Dezember 1996 gegründet und unterstand dem Büro des Hohen Kommissars der Vereinten Nationen für Menschenrechte (UNHCHR). Seine Mitarbeiter wurden zu gleichen Teilen vom Hohen Kommissar und der Organisation für Sicherheit und Zusammenarbeit in Europa (OSZE) bestellt. Das Büro erstattete dem Hohen Kommissar über den Chef von UNOMIG regelmäßig Bericht.

## Aktivitäten und Vorfälle
Neben Beobachtungspatrouillen und Hilfe bei der Rückkehr von Vertriebenen, kümmerte sich UNOMIG auch um eine Wiederherstellung der Infrastruktur im früheren Bürgerkriegsgebiet. Insgesamt 31 Projekte wie die Reparatur von Straßen oder der Wiederaufbau von Brücken wurden angeschoben.
Am 9. Juli 1999 explodierte eine Bombe nahe dem Hauptquartier von UNOMIG in Sochumi. Am 8. Oktober 2001 wurde ein Hubschrauber der UNOMIG über dem Kodori-Tal abgeschossen, wobei neun Menschen getötet wurden. Die Täter wurden trotz verschiedener Nachfragen des UN-Sicherheitsrats nie gefasst. Am 5. Juni 2003 wurden drei UN-Beobachter und ihr georgischer Übersetzer im oberen Teil der Kodori-Schlucht für sechs Tage entführt. Patrouillenfahrten in der Schlucht wurden danach eingestellt. Im unteren, von GUS-Truppen kontrollierten Teil der Schlucht wurden sie im Mai 2004 wieder aufgenommen.
2002 wandte sich UNOMIG energisch gegen eine Wiederaufnahme der Bahnverbindung zwischen Sochumi in Abchasien und Sotschi in Russland. Ende 2003 warnte UNOMIG vor einer Zunahme von Entführungen, Morden und Raubüberfällen in der Region Gali. Zehn Jahre nach dem Waffenstillstand in Abchasien zog UNOMIG 2004 eine kritische Bilanz der unverändert instabilen Lage in der betroffenen Region.
Am 9. August 2008 stellte UNOMIG seine Tätigkeit in Abchasien teilweise ein. Es zog seine im oberen Kodori-Tal stationierten Beobachter ab, weil sie mit einer militärischen Operation Abchasiens gegen das georgisch kontrollierte Ober-Abchasien rechnete. Nach Auffassung des UN-Sicherheitsrats war der Verantwortungsbereich von UNOMIG seit diesem Datum „unklar“.